# John William Douglas
Pour les articles homonymes, voir John Douglas et Douglas.
John William Douglas est un entomologiste britannique, né le 15 novembre 1814 à Putney et mort le 28 juillet 1905 à Harlesden.

## Biographie
C’est durant son travail aux Jardins botaniques royaux de Kew qu’il commence à s’intéresser aux insectes. Parmi ses nombreuses publications, il faut citer The Natural History of the Tineinae qu’il réalise avec l’allemand Philipp Christoph Zeller (1808-1883), le britannique Henry Tibbats Stainton (1822-1892) et le suisse Heinrich Frey (1822-1890). Ce livre paraîtra en anglais, en français, en allemand et en latin. Son principal intérêt sont les microlépidoptères, il contribue néanmoins avec John Scott (1823-1888) au premier volume des British Hemiptera de 1865. Il fut président de la Société entomologique de Londres et rédacteur en chef de The Entomologist's Monthly Magazine. Il contribue grandement à la popularisation de l’entomologie, notamment par les jeunes. Sa collection, regroupant des coléoptères, des hémiptères, des macro- et des microlépidoptères, est conservée au Natural History Museum de Londres.

## Liste partielle des publications
- The World of Insects. Londres, 1856.
- Avec J. Scott. The British Hemiptera. (Vol. I, Ray. Soc. Londres, 1865)
- Avec H.T. Stainton, P.C. Zeller, J.W. Douglas et H. Frey, The Natural History of the Tineina, 13 volumes, 2 000 pages (le texte est enrichi par Alexander Henry Haliday (1806-1870)). 1855-1873.